# 재니스 디킨슨
재니스 디킨슨(Janice Dickinson, 1955년 2월 15일 ~ )은 미국의 모델, 사진가, 탤런트 에이전트이다. 디킨슨은 1세대 슈퍼모델로 불러지고 있다. 모델의 세계에서는 정통파 모델로 분류하고 있다.